# Kaszabjbaloghia mahunkaisimilis
Kaszabjbaloghia mahunkaisimilis es una especie de arácnido del orden Mesostigmata de la familia Uropodidae.

## Distribución geográfica
Se encuentra en Perú.